# Homosexualität in Nigeria

Geografische Lage von Nigeria

Homosexualität ist in Nigeria gesellschaftlich tabuisiert und homosexuelle Handlungen werden vom Staat bestraft.

## Illegalität

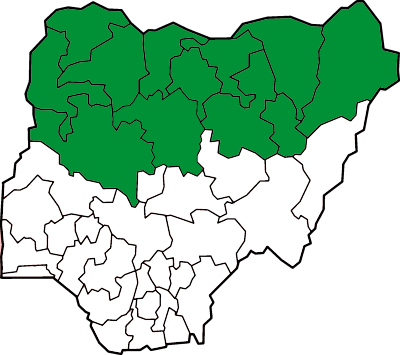
Bundesstaaten mit Schari’a-Gesetzgebung: In diesen Gebieten gilt die Todesstrafe für Schwule

Homosexuelle Handlungen sind laut Strafgesetzbuch nach Abschnitt 21, Artikel 214 und 217, in Nigeria illegal. Eine Gefängnisstrafe ist im Höchstmaß bis zu 14 Jahren möglich. In zwölf nördlichen Bundesstaaten (Bauchi, Borno, Gombe, Kaduna, Kano, Katsina, Kebbi, Jigawa, Niger, Sokoto, Yobe und Zamfara) wird strafverschärfend das islamische Recht der Schari’a angewandt. In diesen nördlichen Bundesstaaten kann die Todesstrafe durch Steinigung drohen.
Derzeit wird eine schärfere Gesetzgebung gegenüber Homosexuellen angestrebt. Betätigungen in nichtstaatlichen  oder zivilgesellschaftlichen Gruppen, die sich für homosexuelle Gleichberechtigung oder für die Bekämpfung von HIV einsetzen, sollen nach dem Gesetz unter dem Titel The Prohibition of Relationships Between Persons of the Same Sex, Celebration of Marriage by Them, and for Other Matters Connected Therewith mit fünf Jahren Gefängnis bestraft werden. Gemäß dem nigerianischen Justizminister, Chief Bayo Ojo, wurde das Gesetz initiiert vom nigerianischen Präsidenten Olusegun Obasanjo mit der Begründung, dass gleichgeschlechtliche sexuelle Beziehungen unafrikanisch seien, nachdem eine Gruppe am Rande der internationalen Konferenz über HIV/AIDS ICASA für die Homosexuellen-Ehe demonstrierte. Der Gesetzesentwurf wurde am 19. Januar 2006 von Justizminister Chief Bayo Ojo dem Bundesexekutivrat Nigerias vorgelegt, dort verabschiedet und soll nun durch die nigerianische Nationalversammlung zum Gesetz erhoben werden. Ende 2013 wurde das strafschärfende Gesetz verabschiedet und im Januar 2014 vom nigerianischen Präsidenten Goodluck Jonathan unterzeichnet. Das Gesetz bestraft nicht mehr „nur“ gleichgeschlechtlichen Sex, sondern verbietet auch Treffen von Homosexuellen, gleichgeschlechtliche Küsse oder die simple Teilnahme an einer Verpartnerungszeremonie oder gleichgeschlechtlichen Eheschließung, egal ob diese in Nigeria oder im Ausland stattfindet.

## Antidiskriminierungsgesetz
Es existieren derzeit keine Antidiskriminierungsgesetze in der Bundesrepublik Nigeria.

## Anerkennung homosexueller Paare
Eine staatliche Anerkennung von gleichgeschlechtlichen Paaren besteht weder in der Form der Gleichgeschlechtlichen Ehe noch in einer Eingetragenen Partnerschaft. 2007 hatte die nigerianische Regierung einen Gesetzentwurf zum Verbot der gleichgeschlechtlichen Ehe in das Parlament eingebracht. Eine massive und weltweit umstrittene Verschärfung der Gesetze, welche dann auch soziale Beziehungen wie Restaurantbesuch sowie Medienkonsum einschränkt, wurde beraten. Das Gesetz wurde aber aufgrund der Präsidentschaftswahlen in Nigeria 2007 nicht mehr parlamentarisch verabschiedet. 2009 wurde der Gesetzentwurf zum Verbot gleichgeschlechtlicher Ehen erneut in das Parlament eingebracht.
Im Deutschen Bundestag forderte die Fraktion der Grünen die deutsche Bundesregierung in einem Antrag auf, sich für die Rechte homosexueller Menschen in Nigeria einzusetzen. Das deutsche Auswärtige Amt kündigte an, gegen eine etwaige Verabschiedung eines homophoben Gesetzes zu protestieren. Am 21. März 2007 forderte das Europäische Parlament in einer Resolution Nigeria unter anderem auf, die Todesstrafe abzuschaffen und die Rechte von Schwulen und Lesben nicht zu beschneiden.

## Gesellschaftliche Situation
Homosexuelle Menschen werden aufgrund der Gesetzeslage in den gesellschaftlichen Untergrund gedrängt. Organisationen wie Alliance Rights Nigeria (ARN) müssen versteckt arbeiten.
Bisi Alimi outete sich 2004 in einer Talkshow live im Fernsehen und wurde dadurch die erste offen homosexuelle Person in Nigeria. Er blieb trotz Morddrohungen bis 2007 in Nigeria und lebt seitdem im Exil im Vereinigten Königreich, von wo aus er auf die Situation von LGBT-Menschen in Nigeria aufmerksam macht und Initiativen zur Verbesserung der Lebenssituation von LGBT-Menschen unterstützt.
2005 wurde im nördlichen Nigeria ein 50-jähriger Mann wegen homosexuellen Geschlechtsverkehrs zum Tode verurteilt. Er war angeklagt worden, homosexuellen Kontakt mit einem wesentlich jüngeren Mann gehabt zu haben. Von dieser Anklage wurde er freigesprochen. Als er auf Nachfragen des Richters allerdings zugab, schon früher homosexuelle Kontakte gehabt zu haben, wurde er, nach dem Gesetz der Sharia, zum Tode durch Steinigung verurteilt. 2007 wurde in den Medien bekannt, dass in der nordnigerianischen Stadt Bauchi 18 Männer in einem Hotel verhaftet und wegen homosexueller Handlungen angeklagt wurden.
Ein strengeres Gesetzgebungsverfahren gegenüber Schwulen und Lesben wird von der Christian Association of Nigeria unter Führung des nigerianischen Primas Peter Akinola unterstützt. Neben der Christian Association of Nigeria, die die Gesamtheit der christlichen Kirchen Nigerias vertritt, wird das Gesetz auch vom National Muslim Centre und von der anglikanischen Church of Nigeria unterstützt.